# 전북개발공사
전북개발공사(全北開發公社)는 전북특별자치도 전주시 소재의 지방공기업이다.

## 연혁
- 1989.01 전라북도 공영개발사업단 발족
- 1998.12 전북개발공사 설립
- 2011.05 여자 육상선수단 창단 (감독1, 선수4)